# Primo amore (film 2004)
Primo amore è un film drammatico del 2004 diretto da Matteo Garrone.
Sceneggiato dal cineasta romano insieme a Vitaliano Trevisan, che ne è anche il protagonista, il lungometraggio venne presentato alla 54ª edizione del Festival internazionale del cinema di Berlino.

## Trama
Vittorio, un piccolo orafo vicentino, incontra Sonia ad un appuntamento al buio; i due incominciano a conoscersi e a frequentarsi nonostante dubbi sulla possibilità di riuscita del loro rapporto: Vittorio è in terapia perché è ossessionato dalle ragazze magre, fino all'anoressia nervosa. La loro storia continua poiché Sonia accetta di dimagrire, ma lo fa solo come un atto di amore, ignorando la psicopatia dell'uomo.
Gradualmente quella che all'inizio pare una semplice scelta si trasforma per Sonia in un incubo, anche perché i due decidono di vivere insieme. Vittorio diventa sempre più sospettoso, pensa che Sonia mangi di nascosto, per cui nasconde tutto il cibo che c’è in casa in modo da controllarla completamente. 
Sonia comincia a non piacersi più: è magrissima, ma soprattutto la sua prigionia diventa sempre più dura e inizia ad essere deleteria per la sua salute. A causa dell'ossessione che colpisce la coppia, in pubblico i due arrivano a trovarsi ripetutamente in situazioni molto imbarazzanti. Inoltre l'attività di Vittorio va sempre peggio, fino alla chiusura del laboratorio.
Una sera Sonia ha una crisi in un ristorante per mancanza di cibo. Tornati a casa, Vittorio esplode in una scenata e la umilia, costringendola a rimanere completamente nuda, gettandole addosso del cibo e bruciando nel camino i suoi vestiti. Giunta al limite, per liberarsi Sonia commette un gesto estremo: approfittando di un attimo di distrazione di Vittorio, afferra l'attizzatoio e lo uccide colpendolo alla testa.

## Riconoscimenti
- 2004 - Festival internazionale del cinema di Berlino[2]
  - Migliore colonna sonora a Banda Osiris
  - Candidatura all'Orso d'oro a Matteo Garrone
- 2004 - David di Donatello[3]
  - Miglior colonna sonora a Banda Osiris
  - Candidatura al miglior regista a Matteo Garrone
  - Candidatura al migliore produttore a Domenico Procacci
  - Candidatura alla migliore attrice protagonista a Michela Cescon
  - Candidatura alla migliore fotografia a Marco Onorato
- 2004 - Globo d'oro
  - Migliore attrice rivelazione a Michela Cescon
  - Migliore colonna sonora a Banda Osiris
- 2004 - Premio Flaiano[4]
  - Migliore attrice a Michela Cescon
  - Migliore fotografia a Marco Onorato
  - Migliore colonna sonora a Banda Osiris
- 2005 - Nastro d'argento[5]
  - Migliore colonna sonora a Banda Osiris
  - Candidatura al regista del miglior film a Matteo Garrone
  - Candidatura al miglior produttore a Domenico Procacci
  - Candidatura al miglior soggetto a Matteo Garrone, Massimo Gaudioso e Vitaliano Trevisan
  - Candidatura alla migliore attrice protagonista a Michela Cescon
  - Candidatura alla migliore fotografia a Marco Onorato